# Malinovaja Lada
Malinovaja Lada (in russo Малиновая Лада?) è un singolo del duo musicale russo Gayazovs Brothers, pubblicato il 21 ottobre 2021.
È stato candidato nella categoria di miglior gruppo pop ai premi Viktorija.

## Video musicale
Il video musicale, diretto da Daniel Kim, è stato reso disponibile il 18 novembre 2021 attraverso il canale YouTube dell'etichetta.

## Tracce
Testi e musiche di Il'jas Gajazov e Timur Gajazov.
1. Malinovaja Lada – 3:33

## Formazione
- Gayazovs Brothers – voce, produzione

## Classifiche

### Classifiche settimanali
| Classifica (2022) | Posizione massima |
| ----------------- | ----------------- |
| Lituania          | 91                |
| Russia            | 1                 |

### Classifiche di fine anno
| Classifica (2022) | Posizione |
| ----------------- | --------- |
| Russia            | 122       |
| Classifica (2023) | Posizione |
| Russia            | 160       |